# Rosalie Huzard
Marie-Rosalie Huzard (27 de mayo de 1767 - 31 de enero de 1849) fue una impresora y editora francesa, especializada en literatura veterinaria y agrícola. Realizó importantes contribuciones en estas disciplinas para el siglo XVIII y XIX. También publicó obras de arte.

## Biografía
Nacida en una familia de impresores parisinos, Rosalie Vallat la Chapelle se casó en 1792 con el veterinario Jean-Baptiste Huzard (1755-1838). Sucedió a su madre, la «viuda Vallat la Chapelle», quien había dirigido una casa editorial. Su casa editorial, fundada en 1798, estuvo ubicada en el n.º 7 de la calle l’Éperon en París, desde el 1800 al 1839. Realizó colaboraciones con la imprenta Xhrouet.
Huzard obtuvo una licencia para su imprenta el 1 de abril de 1811, y para su librería el 15 de octubre de 1816. El 27 de enero de 1811, fue una de las cuatro mujeres libreras que permanecieron en la profesión. En 1815 compró el negocio agrícola del librero Marchand, y en 1834 el de la viuda Desray. El 21 de mayo de 1839, vendió la imprenta y la librería a su yerno, Louis Bouchard-Huzard, que dirigía el negocio desde hacía quince años. Su nuera, Madame Bouchard-Huzard, se hizo cargo del negocio.
Sus publicaciones más destacadas fueron Anales de agricultura (Annales de l’agriculture) (1811-1834), Memorias de la Sociedad Agrícola del departamento de Sena (Mémoires de la société d’agriculture du département de la Seine ) (1800-1818), Anales de minas (Annales des mines) (1818-1823) e Historia de la agricultura francesa (Histoire de l’agriculture française) de Jean-Baptiste Rougier de la Bergerie en 1815.

## Algunos autores publicados por Huzard
- Nicolas Brémontier
- Jean-Antoine Chaptal
- Narcisse Henri François Desportes
- Albin Roussin
- Olivier de Serres